# Макдъна (окръг, Илинойс)
Окръг Макдъна (на английски: McDonough County) е окръг в щата Илинойс, Съединени американски щати. Площта му е 1528 km², а населението - 32 913 души (2000). Административен център е град Маком.